# Camilo Zapata
Ramón Arnoldo Zapata Zúñiga, conocido como Camilo Zapata (Managua, 25 de septiembre de 1917 - 23 de junio del 2009), fue un compositor y cantautor nicaragüense considerado el creador del Son nica, ritmo musical propio y característico de Nicaragua, siendo uno de los músicos y compositores más importantes de la música vernácula popular nicaragüense.

## Biografía
Camilo Zapata nació en Managua el 25 de septiembre de 1917, de madre jinotepina y padre chinandegano.
Su vida artística inició a la edad de quince años (1932) cantando como solista en la emisora "Rubén Darío" de la capital; mientras sus compañeros Francisco Fiallos, Juan Ramón Bermúdez y David Loáisiga, debutaban en la emisora "YNOP". En ese tiempo estaban de moda los paseos a la costa del Lago Xolotlán. Mucha gente se reunía en el sector de Miralagos, lo que aprovechaba Camilo y otros jóvenes para tocar la guitarra, cantar y dar a conocerse.
Después de graduarse de Bachiller en Ciencias y Letras en el Colegio "Bautista", estudió topografía por correspondencia.
Luego del terremoto del 23 de diciembre de 1972 que destruyó la capital, se afincó en la ciudad de Chinandega.

## Creación del Son nica
Su fulgurante aparición en el mundo musical de Nicaragua hay que ubicarla en su momento histórico, cuando se compromete en la búsqueda y la afirmación de la identidad nacional nicaragüense, tras las negativas consecuencias culturales que había dejado la ocupación norteamericana (1927-1933) en su país. Por eso no resulta arbitrario relacionar la publicación en 1934 de Poemas Nicaragüenses de Pablo Antonio Cuadra, con "Caballito Chontaleño" de Camilo Zapata, canción escrita ese mismo año, en compás de seis por ocho, constituyendo la partida de nacimiento del Son nica. 
Con este nombre se ha identificado ese ritmo popular y típico esencialmente nicaragüense iniciado por Zapata, conforme a lo dicho por el mismo: 
"lo nuestro visto con nuestros propios ojos..."
Después estrena "El Nandaimeño", "El Solar de Monimbó" y "El Ganado Colorado", por citar tres de sus piezas consagratorias, que se ejecutan en un ritmo que José Francisco Borgén propuso denominar con acierto rascado y que, erradamente, se le difundió como "Canción folklórica". El mismo Borgén describió a Zapata cuando participaba en los programas en vivos de la Radio "La voz de la América Central"
"Pequeño, flaco, moreno, despreocupado."
Su humildad le atrae simpatías; pero, más que su humildad, el hecho de llevar al micrófono melodías frescas de nuestros campos" y también de nuestros pueblos y ciudadelas, como lo revelará en sus canciones "Nindirí", "Ticuantepe" y "Callecita Colonial".

## Topógrafo y músico
Camilo Zapata se había graduado en México de Ingeniero Topógrafo con especialidad en Sistemas de Riego y Conservación de Suelos, profesión que le condujo a conocer, palmo a palmo, buena parte del territorio nacional y a crear en palabras del poeta Pablo Antonio Cuadra:
"...el Son que nos baila adentro, en el subconsciente musical del pueblo. Camilo fue el primero que valoró y dio continuidad culta al ritmo popular más característico de los nicaragüenses. Festivo, rico en matices y en color local, el compositor pionero Camilo Zapata al crear el Son nica tocó las cuerdas más sensibles del alma de nuestro pueblo."
Para el investigador Carlos Mántica, 
"introdujo nuestros ritmos de inspiración folklórica a los salones, vistiendo a la marimba de guitarra.'"

## Valoración musical
Integra junto con Erwin Krüger y Tino López Guerra el Trío de Oro (trilogía) de la música típica o vernácula popular de Nicaragua. Además, fue el primer nicaragüense que grabá en disco de acetato el Son nica con "Caballito chontaleño" y "El solar de Monimbó", prensado por la RCA de México, cuando los discos eran de 78 revoluciones por minuto (rpm); y el primero en internacionalizarse. Sus composiciones fueron interpretadas por los Hermanos Silva (chilenos), Los Diamantes (peruanos), Los Quipus (ecuatorianos) y otros más quien se interesaron por la majestuosa obra de cantautor.
Según el folclorista Bayardo Ortiz,  en "El solar de Monimbó" el compositor se inspiró al ver bailar a grupos de danzantes en el solar de Miguel Bolaños, frente a la iglesia María Magdalena de Monimbó, Masaya. 
Sin embargo, su producción no se limitó a la tendencia vernácula. Su "Pregón del Paletero", popularizado en los años 40 del siglo XX, no era un aire nicaragüense, sino que estaba tocado de cubanismo. 
Por lo demás, fue autor de melodías de toda índole: valses, tangos, pasillos, boleros, pregones y villancicos. En este último género tuvo repercusión su "Campanitas de Navidad".

## Homenajes
El 16 de abril de 1994, la Casa del Artista le brinda un homenaje al insigne compositor. Varias cuadras se cerraron para que la gimnasia rítmica del Instituto Nacional "Miguel Ramírez Goyena" de Managua y por lo menos cinco mil personas dijeran adiós al gran compositor pinolero que se marcha de su amada Nicaragua, para residir en los Estados Unidos de América.
Camilo, visiblemente emocionado, dijo:
"agradezco profundamente el gesto de los artistas nacionales y les instó a conservar vivo el espíritu de colaboración a este patrimonio, ya que redundará en beneficio de las nuevas generaciones... se deben apartar las diferencias y el egoísmo y buscar el bien común unidos por el arte en beneficio de todos."
Carlos Garzón -orfebre de renombre- impuso la "Distinción en Oro", seguido de la entrega de un "Pergamino de Honor" por parte de la Compañía Cervecera Nacional (CCN). La "Casa del Artista Nacional" entregó también un reconocimiento.
Una centena de artistas rindió homenaje al gran compositor; los grandes Jorge Isaac Carvallo, Otto de la Rocha y Mario Montenegro, la actriz Eveling Martínez y el Trío "Los Andes", entre otros. Participaron también poetisas, fonomímicos, guitarristas, representantes de ENIGRAC, diputados de la Comisión de Educación y Cultura de la Asamblea Nacional de Nicaragua, el coreógrafo Bayardo Ortiz y miembros honorarios de la Casa del Artista Nacional.
En este homenaje Camilo Zapata inauguró, junto con Gilberto Guzmán, el mural que está situado a la entrada de la Casa del Artista Nacional, obra del caricaturista y pintor Luis Cuadra, mejor conocido en el ambiente artístico como ARCHI NICA. 
El 29 de agosto de 1998, el Ballet Folklórico Nicaragüense, le brindó un homenaje a El Clarinero Mayor con la puesta en escena del tema musical "Minga Rosa Pineda", se seleccionó este tema por ser uno de los más conocidos de Camilo Zapata, dijo el director del grupo, Ronald Abud Vivas.
Camilo Zapata vivió rodeado de trofeos, diplomas y condecoraciones que, el gobierno de Nicaragua y extranjeros, e tributaron en reconocimiento a su labor artística.

## Obras
- Caballito Chontaleño
- Cara al sol   (Vals grabado por el consagrado Julio Jaramillo)
- El Solar de Monimbó
- El Nandaimeño
- El sopapo
- Flor de mi Colina
- La Juana Ignacia
- Minga Rosa Pineda
- El arreiro del nica

Entre otras, Camilo Zapata tiene muchas canciones de las cuales solamente una pequeña parte se logró grabar para el pueblo Nicaragüense.
Editado por Los Hijos de Camilo Zapata.